# Трактористы 2
Трактористы 2 — абсурдистская трагикомедия Глеба и Игоря Алейниковых. Сюжет представляет собой фантазию на тему широко известных советских фильмов — «Трактористы», «Свадьба в Малиновке» (обыгрывается сходство имён одного из ключевых героев обоих фильмов — Назара Думы), «Место встречи изменить нельзя». На экраны вышел 6 июня 1992 года.

## Сюжет
Из армии возвращается Клим Ярко, желающий в мирной жизни устроиться трактористом. У него есть выбор: с одной стороны — колхоз-миллионер, где работает модная девушка Марьяна Бажан, за сердце которой безуспешно борется уже немолодой Назар Дума, но её отец — председатель колхоза — явно симпатизирует Климу. А с другой — разорившийся колхоз, жители которого объединились в анархистскую банду и терроризируют зажиточных соседей. В борьбе не обходится без жертв.

## В ролях
- Евгений Кондратьев — Клим Ярко, тракторист
- Лариса Бородина — Марьяна Бажан, передовик
- Александр Белявский — Назар Дума
- Анатолий Кузнецов — Кирилл Петрович
- Борис Юхананов — главарь анархистов
- Юрий Внуков — парикмахер
- Ирина Чериченко — Франя
- Лариса Лужина — Марковна